# The House of Discord
The House of Discord er en amerikansk stumfilm fra 1913 af James Kirkwood, Sr..

## Medvirkende
- Blanche Sweet.
- Lionel Barrymore.
- James Kirkwood.
- Dorothy Gish.
- Marshall Neilan.